# Cheranmadevi
Cheranmadevi é uma panchayat (vila) no distrito de Tirunelveli , no estado indiano de Tamil Nadu.

## Demografia
Segundo o censo de 2001,  Cheranmadevi  tinha uma população de 16,320 habitantes. Os indivíduos do sexo masculino constituem 49% da população e os do sexo feminino 51%. Cheranmadevi tem uma taxa de literacia de 77%, superior à média nacional de 59.5%; with male literacy of 83% and female literacy of 71%. 9% da população está abaixo dos 6 anos de idade.